# オカンパ人
オカンパ人（Ocampa）はアメリカのSFテレビドラマ『スタートレック』シリーズに登場する架空のヒューマノイド型異星人。

## 身体
寿命がわずか9年という種族。性格は穏やかで、外見は多少とがった耳（バルカン人より小さくギョウザの様な形で、20世紀の地球人に見せたがインチキと言われた）を除けば人間と変わらない。昔は強力なテレパス能力を持っていたが退化しており、種族間で声が届く程度の距離でのテレパシー会話ができるくらいである。短い寿命に伴い、知識の吸収力は非常に高い。女性は4～5歳の間にエロジウムと呼ばれる一生に一度の妊娠可能期間に入る。この間異常な食欲とともに、背中にこぶができ、手にはスパイクが現れるなどの身体変化が起こる（なおこの時は一生に一人しか子供を作れないと説明されていたが、放映後に「それでは子孫が絶対減ってしまう」とトレッキーからのツッコミが殺到した）。8歳を超えたあたりから急激に老化が始まり、モリロジアムと呼ばれる老化の最終段階に入ると、記憶の大半が失われる。他のヒューマノイドの例に漏れずオカンパ人もロマンスは好きだが、結婚後は相手と生涯添い遂げることを当然としている為、恋愛においても浮気や嫉妬といった感情とは無縁である。

## 文化
オカンパ星はデルタ宇宙域にあるMクラスの第5惑星（恒星不明）で、地球からの距離は75,000光年。かつては温暖な星であったが、宇宙を旅していた管理者の種族が、地球歴で言う14世紀に誤って砂漠化してしまったことで、それ以降1000年以上を管理者の庇護のもと地下で生活している。居住区はバリアで外敵から守られており基本的にオカンパ人が外に出ることは無く、必要な物資は軌道上のステーションから定期的にもたらされる。これらの管理者の償いの為の行為が、皮肉にも種族の退化をもたらしてしまっている。また惑星表面にはケイゾン人の集落がある。

## 宇宙のオカンパ人
300年前、もう1人の管理者サスピリアによって連れ出されたオカンパ人の子孫。サスピリアは管理者と違いオカンパ人の進化を促しており、彼らは寿命が倍以上でさらに強力なテレパス能力も有している。母星と遠く離れたステーションで2000人程が生活しており、近づく者には問答無用の攻撃を加える。母星のオカンパ人と違い性格は傲慢で、他のヒューマノイドを劣った種族と見下している。

## 代表的なオカンパ人
- ケス